# Peder Dahlum Eide
Peder Dahlum Eide, född 6 juni 1994, är en norsk utförsåkare som representerar Lommedalen IL.
Han tävlar i slalom och storslalom och tillhör det norska europacuplandslaget.
Hans främsta internationella merit är en tredjeplats i en parallellslalom i europacupen i Kronplatz
2017.
Han debuterade i världscupen i Sölden i oktober 2016.